# Sarguís Barkhudarian
Sarguís Barkhudarian (armeni: Սարգիս Բարխուդարյան; rus Серге́й Васи́льевич Бархударя́н, (Tbilisi, Imperi Rus, 26 d'agost de 1887 - Tbilisi, República Soviètica de Geòrgia, Unió Soviètica, 29 d'octubre de 1973), va ser un compositor, pianista i pedagog armeni.

## Biografia
Sarguís Barkhudarian va créixer en una família de vuit persones, les seves primeres experiències formatives van incloure els sons dels músics ambulants de Tbilisi i el cant de la seva mare Varduhi Ivanovna Saipian. Aviat va rebre classes de piano, primer a partir de 1898 amb Sofia Karakhovna, de 1900 a 1907 a l'Escola de Música de Tiflis amb Yaroslava Stakhovsky i Lucian Truskovsky. La seva mare el va enviar a Yerevan el 1900 per estudiar la cultura armènia local. Amb aquesta finalitat també va viatjar a les ciutats d'Ani, Alexandropol i Etchmiadzin. A Yerevan va conèixer al compositor i compatriota Komitàs Vardapet, que el va influir molt. De tornada a Tbilisi, les primeres composicions es van escriure el 1903, la primera peça que es conserva és un vals del 25 d'abril de 1903. El 1907 es va graduar a l'escola de música, on també va estudiar composició, teoria musical i solfeig amb Zakària Paliàixvili.
El 1907 va guanyar un concurs que li va permetre continuar la seva formació de piano a Berlín a la Royal Academy of Music. També va estudiar literatura alemanya i va viatjar a Dresden, Friburg i Leipzig. El 1909, va sortir un primer volum amb unes 40 miniatures per a piano, influenciades musicalment per Chopin, Mendelssohn i Schumann, i literàriament inspirades per Anton Txékhov i Guy de Maupassant. El 1909 es va traslladar al Conservatori de Sant Petersburg, on va estudiar inicialment composició amb Jāzeps Vītols, contrapunt amb Wassili Kalafati i instrumentació amb Maximilian Steinberg fins al 1915. Mentre encara estava estudiant, va començar a interpretar altres obres per a piano, inclosa una col·lecció publicada el 1913 que va ser ben rebuda per compositors respectats com Alexander Glazunov i Anatoli Liàdov. Les Quatre Danses Orientals que s'hi inclouen van ser una de les primeres obres de l'època que no només van adoptar temes i modes populars armenis, sinó que també les van processar en noves composicions. La seva Sonata en re menor, que va presentar per als seus exàmens, li va permetre completar els seus estudis el 1917.
Després va tornar a la seva ciutat natal i, després de la Revolució d'Octubre, va esdevenir cap del departament musical del Comissariat del Poble per a l'Educació de Geòrgia. De 1923 a 1954 va treballar com a professor de teoria musical i composició al Conservatori de Tbilisi, i des de 1941 com a professor. De 1934 a 1937 també va ensenyar al Conservatori Estatal de Yerevan. Des de 1923 va realitzar nombroses gires de concerts per Armènia, Geòrgia, Rússia i Azerbaidjan, durant les quals va combinar les seves pròpies composicions amb obres del repertori estàndard.
Com a professor, va influir en tota una generació de compositors més importants posteriors, entre els seus alumnes van ser Aleksandr Harutiunian, Vanó Muradeli, Edvard Mirzoian, Ghazaròs Sarian, Otar Taktakišvili, Aleksi Matshavariani, David Toradze i Arnó Babadjanian. Barchudaryan va morir l'octubre de 1973 a Tbilisi i va ser enterrat a Yerevan. Després de la seva mort, es va fundar una escola d'art que porta el seu nom a Yerevan.

## Obra
Barkhudarian va compondre principalment peces en formes més petites per a piano, el seu gènere principal era "l'art de la miniatura musical". Però mentre els seus predecessors com Nikogaios Tigranjan i Komitàs Vardapet van reordenar i interpretar les melodies tradicionals, va fer un pas més enllà i va utilitzar els motius i modes armenis només com a vocabulari per crear els seus propis temes i composicions noves. Els dos llibrets de les seves peces per a piano contenen música dels anys 1910 a 1918 i 1915 a 1923. Les dotze danses armènies de 1943 van seguir després.
A més de les obres per a piano, la seva obra també va incloure un dels primers ballets armenis (Narine, 1938), una òpera infantil (Keri-Kutschi lletra de Hovhannès Tumanian, 1945) i obres orquestrals -incloses suites, un poema simfònic (Anusch), també de Tumanian, 1917) i una obertura (1942, escrita el 1943). També va deixar enrere peces per a conjunts de vent i cambra, obres corals i vocals, entre d'altres. Romanços basats en textos d'Awetik Issahakjan i arranjaments de cançons basats en Saiat-Novà, així com música per a teatre i cinema.

## Premis
- 1930 Artista honorat de la RSS d'Armènia[7]
- 1936 República Socialista Soviètica de Geòrgia[9]
- 1960 República Socialista Soviètica d'Armènia[9]
- Orde de Lenin[10]